# Feria y Comercio de Nizhni Nóvgorod

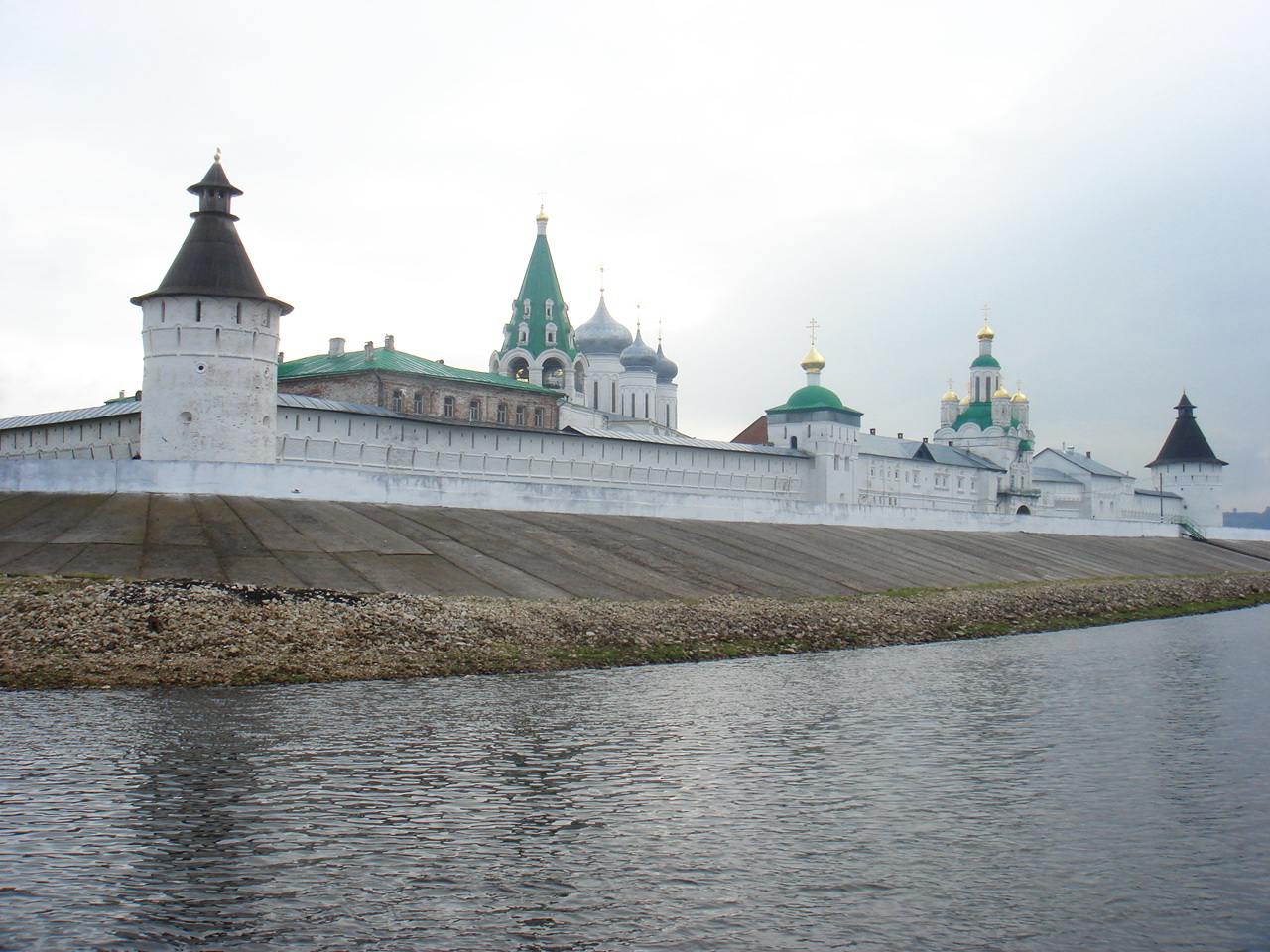
Monasterio de Makáriev a orillas del Volga

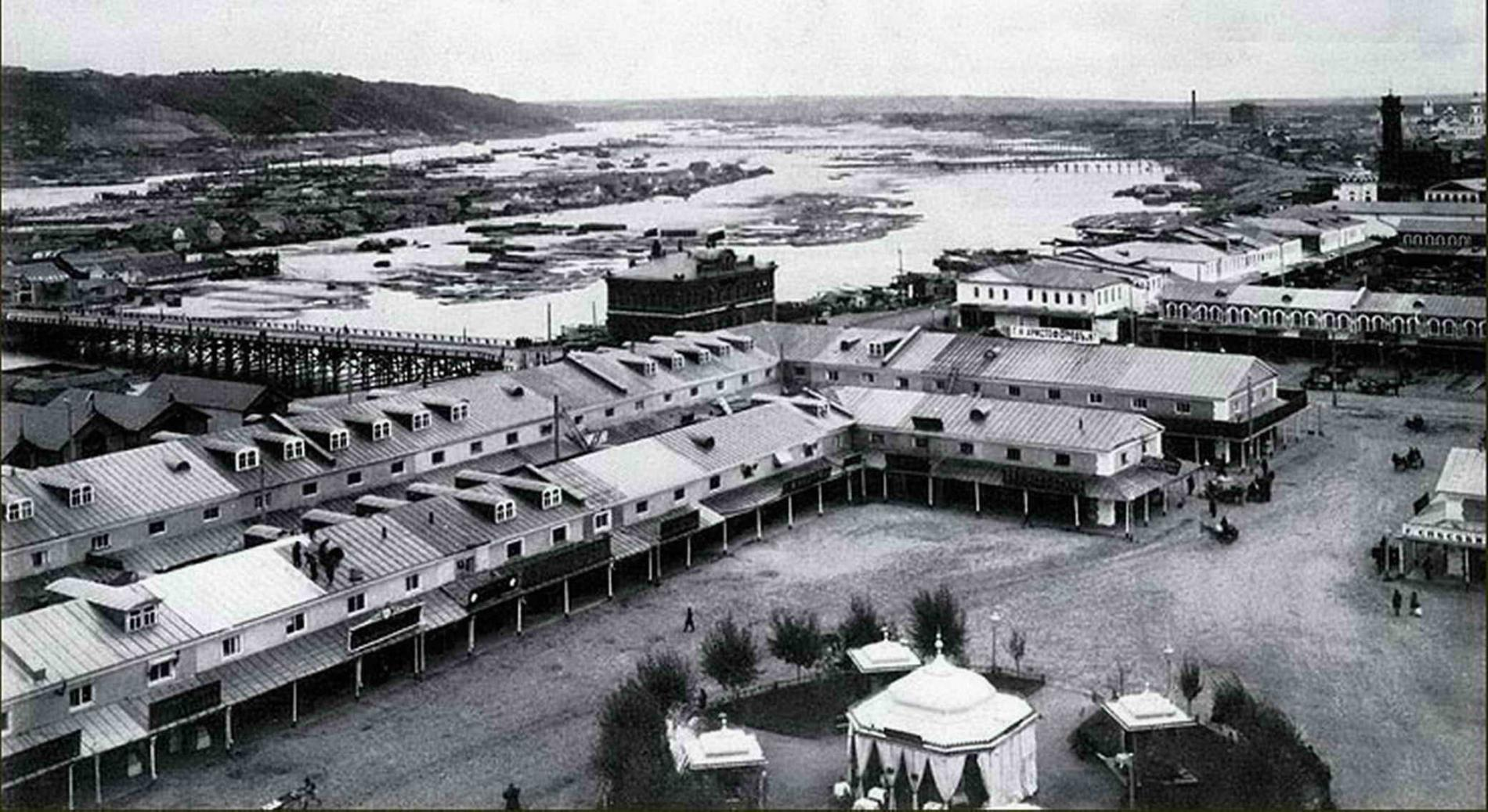
Plaza de la Yármarka, Nizhni Nóvgorod en los años 10.

La Feria de Nizhni Nóvgorod (Нижегородская ярмарка en ruso, transl.: Nizhegoródskaya yármarka) fue una feria comercial anual rusa que tuvo lugar cada mes de julio en las proximidades del Monasterio de Makáriev en la orilla izquierda del río Volga. Sus orígenes se remontan a mediados del siglo XVI. Situado en el centro histórico del viejo Kanavino.

## Historia
En 1816 se produjo un incendio y la exposición fue trasladada a Nizhni Nóvgorod cerca del río Oká, sin embargo y a pesar de la nueva ubicación tanto la población como los comerciantes se refirieron a la misma como Makáriev. El lugar fue punto de encuentro de mercaderes venidos desde India, Irán y demás países de Asia Central, los cuales exportaban sus productos a Rusia.
En 1929, el centro cesó la actividad comercial hasta 1991 cuando establecieron la "Feria de Nizhni Nóvgorod" siendo de nuevo Makáriev la sede, aunque ya no como feria sino como centro de exposición.